# طور مقبل سعادة (طور الباحة)

تعديل مصدري - تعديل

طور مقبل سعادة هي إحدى قرى عزلة طور الباحة بمديرية طور الباحة التابعة لمحافظة لحج، بلغ تعداد سكانها 14 نسمة حسب تعداد اليمن لعام 2004.